# Anthems (альбом Anthrax)
Anthems («Гимны») — четвёртый мини-альбом группы Anthrax, вышедший в 2013 году.

## Список композиций
| №                   | Название                          | Длительность |
| ------------------- | --------------------------------- | ------------ |
| 1.                  | «Anthem (Rush cover)»             | 4:37         |
| 2.                  | «T.N.T. (AC/DC cover)»            | 3:37         |
| 3.                  | «Smokin' (Boston cover)»          | 4:20         |
| 4.                  | «Keep On Runnin' (Journey cover)» | 3:42         |
| 5.                  | «Big Eyes (Cheap Trick cover)»    | 3:16         |
| 6.                  | «Jailbreak (Thin Lizzy cover)»    | 4:06         |
| 7.                  | «Crawl (album version)»           | 5:00         |
| 8.                  | «Crawl (Orc mix)»                 | 5:02         |
| Общая длительность: | Общая длительность:               | 33:44        |

## Участники записи
- Джоуи Беладонна — вокал
- Роб Каджиано — соло-гитара
- Скотт Ян — ритм-гитара, бэк-вокал
- Фрэнк Белло — бас-гитара
- Чарли Бенанте — ударные

Сессионные музыканты
- Фред Мандел — клавишные в песне Smokin'
- Фил Кэмпбелл — соло-гитара в песне Jailbreak

Технический персонал
- Anthrax — продюсирование
- Джей Растон — продюсирование
- Стивен Томпсон — обложка альбома
- Чарли Бенанте — обложка альбома